# Araiopogon carbonarius
Araiopogon carbonarius är en tvåvingeart som först beskrevs av Philippi 1865.  Araiopogon carbonarius ingår i släktet Araiopogon och familjen rovflugor. Inga underarter finns listade i Catalogue of Life.